# Assassinato de Otávio Jordão da Silva
Otávio Jordão da Silva Cantanhede, um juiz amador de futebol,  foi linchado, esquartejado e decapitado por espectadores de futebol depois que ele esfaqueou um jogador em uma partida em que ele oficializou em 30 de junho de 2013.

## Incidente
Em 30 de junho de 2013, Otávio Jordão foi arbitrar um jogo na cidade de Pio XII no Maranhão. Ele expulsou o jogador Josenir Santos Abreu, 31 anos, que se recusou a deixar o campo e começou uma briga com o árbitro. Josenir deu um soco, o que levou Otávio a desembainhar uma faca do bolso e esfaquear repetidamente o jogador, que morreu a caminho do hospital. Pouco tempo depois, espectadores assistindo o jogo, incluindo amigos e familiares de Josenir descobriram sobre a morte dele, invadiram o campo e apedrejaram Otávio antes de decapitá-lo e esquartejá-lo e colocar a cabeça em uma estaca no campo. O chefe de polícia Valter Costa foi citado como dizendo que "Um crime nunca vai justificar um outro crime".

## Suspeitos
Um suspeito foi preso, Luiz Moraes de Souza. No entanto, a polícia está à procura de mais duas pessoas, entre os quais o irmão do Santos assassinado.

## Vídeo viral
Um vídeo gráfico vem à tona online em breve após o incidente que mostra o pessoal médico dissecando o corpo de Otávio.

## Eventos posteriores
Em outubro de 2013, o ex-futebolista brasileiro João Rodrigo Silva Santos, 35 anos, foi decapitado e sua cabeça foi despejada em sua porta da frente. Ele havia sido sequestrado na noite anterior por dois homens que o forçaram em um veículo.
O duplo assassinato no Maranhão, Brasil é a segunda decapitação relacionada ao futebol em menos de um ano, tem levado a questões sobre a segurança da Copa do Mundo FIFA de 2014 e dos Jogos Olímpicos de Verão de 2016.